# プロアナ
プロアナ (英: Pro-ana) とは、摂食障害の一である神経性無食欲症（拒食症、英: Anorexia nervosa）を「精神疾患ではなく個人のライフスタイル (英: Lifestyle)」であると主張する、主に英語圏で社会現象となっているムーブメントや社会運動のことである。
日本国内においては、例えば2ちゃんねる上の各スレッド内での情報交換という、海外では見られない独特な形で起こっていることが確認されている。
同様にプロミア（pro-mia）という言葉も存在し、主に摂食障害の一である神経性大食症（過食症、英: Bulimia nervosa）を「精神疾患ではなく個人のライフスタイル (英: Lifestyle)」であると主張するムーブメントのことである。
プロアナとプロミアは同義であるという考えもある。
プロアナを信条とする個人・諸団体のとるスタンス (英: Stance または思想的な立場や姿勢）は多種多様である。
- 「自身の疾患（摂食障害）を病気ではなく生き方として考える人々が、そのような思想を持っていても否定・差別されない、いわゆる居場所」
- 「共通の疾患を持つ人々が互いに情報交換するための場所の一種に過ぎず、例えば自身の摂食障害を病気と認める個人に対しては治療へ専念できるように支援する場所」

といった立場 をとる個人・団体が多い。一方、
- 「摂食障害は精神疾患ではなく、生き方としての個人の選択であり、そのようなライフスタイル（英: Lifestyle）を選ぶ権利は家族や医療従事者から尊重されるべきである」

という立場をとる個人・団体もある。

## 文化的背景

### 特徴
英語圏ではプロアナという単語は「アナ」という略称で言及されることもある。また実際に拒食症を患いながらプロアナを信条とするの個人は自身の疾患（拒食症）に「アナ」という愛称をつけて擬人化する場合もある。

### 服装・風習
欧米ではプロアナを信条とする個人は赤いブレスレット（多くの場合、糸とビーズだけで作られた極めてシンプルなもので、ネット上のオークションで流通している）を身につけることが多い。またそのような個人は、同様な赤いブレスレットを着用している他者をプロアナだと認識することができる。同様にプロミアを信条とする個人は青いブレスレットを身につけることがある。
英語圏において、この現象は常識となっているため、プロアナを信条としない個人でも、赤いブレスレットを着用する他者をプロアナだと認識することがある。

## 影響

### サイト閲覧者の年齢層
3歳〜117歳

## 議論・批判

### プロアナについての報道
- 2001年10月
- 2002年7月
- 2005年10月
- 2006年秋ごろ
- 2008年1月
- 2009年4月
- 2010年8月

### 各SNSおよびレンタルサーバプロバイダの対応
- Yahoo! (米国)：2001年7月
- LiveJournal (米国)
- Facebook (米国)
- MySpace (米国)
- Microsoft (スペイン語でのSNS「Spaces」において)：2007年11月
- Hispavista (スペイン)：2008年9月

### 諸国の行政機関による対応
- イギリス
  - 2008年2月
  - 2009年10月
  - 2010年2月
- フランス
  - 2008年4月
  - 2009年9月
- オランダ
  - 2009年4月